# Medale odlewane
Medale odlewane – medale tworzone są głównie ze stopu cynku i aluminium (ZNAL) w następujących pokryciach galwanicznych: złoty, srebrny oraz brąz.
Rodzaje metod odlewania metali:
- odlewy z metali metodą ciśnieniową (odlewy ze stopu ZnAl)
- odlewy z metali metodą odśrodkową (odlewy ze stopu ZnAl)
- odlewy w kokilach
- odlewy w masach formierskich
- odlewy metodą "traconego wosku"
- odlewy z materiałów kompozytowych

Zdecydowana większość produkowanych medali ma kształt okręgu o różnych średnicach. Najczęściej wykonuje się medale o średnicy 60 mm, 50 mm i 70 mm.
Miniaturową odmianą medali są monety, mają średnicę ok. 25 mm i podobne przeznaczenie jak medale, lecz ze względu niższy koszt wykonania są powszechniej stosowane.